# Marco Steeger

Marco Steeger

Marco Steeger (geb. 1977 in Bayreuth) ist ein deutscher Schauspieler, Synchronsprecher und Regisseur.

## Werdegang
Steeger war als Schüler von 1993 bis 1995 im Brandenburger Kulturstadl und an der Naturbühne Trebgast sowie von 1995 bis 1998 bei der Studiobühne Bayreuth aktiv und war Sänger in der Schüler-Punkband Underpigs.
Nach seinem Abitur am Graf-Münster-Gymnasium erlangte Steeger an der Hochschule für Musik und Darstellende Kunst Stuttgart das Diplom als Schauspieler. Bereits während seines Studiums spielte Steeger in Stuttgart von 1997 bis 1999 am Wilhelma Theater und von 1999 bis 2002 am Staatstheater.
Der damalige Schauspieldirektor der Nürnberger Städtischen Bühnen (seit 2005 Staatstheater) Klaus Kusenberg entdeckte Steeger bei dessen Diplomprüfung. Er engagierte Steeger, der in 18 Jahren in 76 Produktionen mitwirkte. Mit dem Wechsel des Intendanten 2018 verließ auch Steeger das Staatstheater und wirkt seit dem überwiegend an den Schauspielbühnen in Stuttgart unter dem Intendanten Axel Preuß.
Steeger arbeitet selbstständig als freier Schauspieler und Regisseur. So ist er unter anderem im Tatort und Der Alte zu sehen. Als Sprecher synchronisierte er Schauspieler wie Justin Timberlake und sprach die Figur des Küchenwichtel Pimpernell in der Serie der Augsburger Puppenkiste „Lilalu im Schepperland“. Steeger ist als Radio-, Hörbuch und Hörspielsprecher sowie in der Werbung aktiv. Seit 2010 spricht Steeger für das Planetarium in Nürnberg Filmübersetzungen und Vorprogramme ein.
Seit 2021 wohnt er in Berlin und hat einen Zweitwohnsitz in Nürnberg.

## Lehrtätigkeiten
Von 2001 bis 2015 war Steeger ehrenamtlich in der Jugendarbeit tätig. Er erarbeitete mit dem Jugendclub des Nürnberger Staatstheaters die Grundlagen des Schauspiels und inszenierte am Haus sechs Stücke, wovon er mehrere selbst schrieb.
Steeger unterrichtete an einer regionalen Schauspielschule in Erlangen und war Dozent an der Musikhochschule Würzburg.

## Tätigkeit als Regisseur
Steeger ist seit 2002 als Regisseur an unterschiedlichen Bühnen im süddeutschen Bereich aktiv.
Erste Erfahrungen als Regisseur sammelte er mit seiner Jugendarbeit. 2016 inszenierte Steeger in einer Kooperation zwischen dem Staatstheater Nürnberger und dem Gostner Hoftheater „Nathans Kinder“ von Ulrich Hub. Es folgten die Stücke „Wir alle für immer zusammen“ von Guus Kuijer sowie „Der Junge mit dem Koffer“ von Mike Kenny. 2019 endete die Zusammenarbeit mit dem Nürnberger Staatstheater. Am Gostner Hoftheater wurde „Der gewissenlose Mörder Hasse Karlsson …“ von Henning Mankell und am Ansbacher Theater Kopfüber das „Kleine Eheverbrechen“ von Éric-Emmanuel Schmitt aufgeführt. Weitere Regieengagements folgten in Stuttgart und Fürth.
2021 hatte Steeger sein Filmregiedebüt mit dem Kurzfilm „Perfect Day“, bei dem er auch das Drehbuch schrieb und eine der Rollen übernahm. Der Film wurde von den Jurys der Filmschau Baden-Württemberg und des Thinkshorts Online Festival ausgewählt und dem Publikum gezeigt.
- 2002: Marco Steeger: bevor mein herz dich hasst... (Kammerbühne, Staatstheater Nürnberg)
- 2005: Michael Ende: Die Spielverderber oder das Erbe der Narren (Kammerbühne, Staatstheater Nürnberg)
- 2007: Marco Steeger: Metamorphosen  (Blue Box, Staatstheater Nürnberg)
- 2008: Marco Steeger: Zwischen den Sekunden (24 fps) (Staatstheater Nürnberg & AEG)
- 2013: Marco Steeger: heXXenkessel (Theatervorplatz, Staatstheater Nürnberg)
- 2014: Marco Steeger: Mädchen sind doofe Gespenster (Blue Box, Staatstheater Nürnberg)
- 2016: Ulrich Hub: Nathans Kinder (Gostner Hoftheater)[6]
- 2017: Guus Kuijer: Wir alle für immer zusammen (Gostner Hoftheater)
- 2018: Mike Kenny: Der Junge mit dem Koffer (Gostner Hoftheater)[7]
- 2019: Éric-Emmanuel Schmitt: Kleine Eheverbrechen (Theater Kopfüber Ansbach)
- 2019: Henning Mankell: Der gewissenlose Mörder Hasse Karlsson … (Gostner Hoftheater)
- 2021: Susanne Schmitt: Pettersson und Findus[9] (Schauspielbühnen Stuttgart)[10]
- 2022: Sibylle Berg: Mein ziemlich seltsamer Freund Walter[11] (Stadttheater Fürth)
- 2022: Julia Kempken: Glühbirnenglanz und rauchende Schlote (Museum Industriekultur)[12][13]
- 2023: Lutz Hübner: Frau Müller muss weg (TiG Bamberg)[14]
- 2023: Marco Steeger nach Janosch: Oh, wie schön ist Panama[15] (Stadttheater Fürth)
- 2024: Alexander Liegl / Gabriele Rothmüller nach Edgar Wallace[16]: Die Tür mit den sieben Schlössern (Dehnberger Hoftheater)

## Theater (Auszug)
- 2000: Pierre Carlet de Marivaux: Das Spiel von Liebe und Zufall (als Arlequin), Regie: Stephanie Mohr (Staatstheater Nürnberg)
- 2002: Heinrich Hoffmann: Struwwelpeter (als Struwwelpeter & weitere Kinder), Regie: Andreas Nathusius (Staatstheater Nürnberg)
- 2002: Igor Bauersima: norway.today (als August), Regie: Malte Kreutzfeldt (Staatstheater Nürnberg)
- 2003: William Shakespeare: Der Sturm (als Caliban), Regie: Klaus Kusenberg (Staatstheater Nürnberg)
- 2003: Oliver Reese: Bartsch – Kindermörder (als Jürgen Bartsch), Regie: Alice Asper (Staatstheater Nürnberg)
- 2004: William Shakespeare: Othello, Regie: Klaus Kusenberg (Staatstheater Nürnberg)
- 2004: William Shakespeare: Shakespeares sämtliche Werke (als Chris), Regie: Peter Hathazy (Staatstheater Nürnberg)
- 2004: Cole Porter: Anything goes (als Billy), Regie: Peter Hathazy (Staatstheater Nürnberg)
- 2005: Neil LaBute: Das Maß der Dinge, Regie: Tina Geißinger (Staatstheater Nürnberg)
- 2006: Wajdi Mouawad: Verbrennungen (als Nihad), Regie: Georg Schmiedtleitner (Staatstheater Nürnberg)
- 2006: William Shakespeare: Sommernachtstraum (Puck & Philostrat), Regie: Cornelia Crombholz (Staatstheater Nürnberg)
- 2007: Nikolai Gogol / Werner Egk: Der Revisor (als Chlestakow), Regie: Cornelia Crombholz (Staatstheater Nürnberg)
- 2008: Pornographie (als Jason), Regie: Klaus Kusenberg, (Staatstheater Nürnberg)
- 2008: Ladies Night (als Gavin), Regie: Enrico Lübbe, (Staatstheater Nürnberg)
- 2009: motortown (als JDanny), Regie: Enrico Lübbe, (Staatstheater Nürnberg)
- 2010: Blutsbrüder – Das Musical (als Mickey), Regie: Klaus Kusenberg, (Staatstheater Nürnberg)
- 2010: Enron (als Andy Fastow), Regie: Klaus Kusenberg, (Staatstheater Nürnberg)
- 2011: Pride (als Philip), Regie: Maik Priebe, (Staatstheater Nürnberg)
- 2011: Henrik Ibsen / Werner Egk: Peer Gynt (als Peer Gynt), Regie: Klaus Kusenberg (Staatstheater Nürnberg)
- 2013: Einige Nachrichten an das All (als Schwester Inge, Dicke Frau, Raffinesque, Markus Söder), Regie: Markus Heinzelmann, (Staatstheater Nürnberg)
- 2013: Richard O’Brien: The Rocky Horror Show (als Frank N. Furter), Regie: Marvin Smith, Klaus Kusenberg (Staatstheater Nürnberg)
- 2013: Ödön von Horváth: Glaube Liebe Hoffnung (als Alfons), Regie: Georg Schmiedtleitner, (Staatstheater Nürnberg)
- 2014: Heinrich von Kleist: Das Käthchen von Heilbronn (als Eginhardt), Regie: Bettina Bruinier, (Staatstheater Nürnberg)
- 2015: Der Nackte Wahnsinn (als Garry, Roger bzw. Richard, Christian), Regie: Petra Luise Meyer, (Staatstheater Nürnberg)
- 2015: Lorin Maazel: 1984 (als Parsons), Regie: Christoph Mehler, (Staatstheater Nürnberg)
- 2016: Der Prozess des Hans Litten (als Carl von Ossietzki), Regie: Jean-Claude Berutti, (Staatstheater Nürnberg)
- 2017: Der Rote Löwe  (als Kidd), Regie: Klaus Kusenberg, (Staatstheater Nürnberg)
- 2017: Pension Schöller (als Bernardy), Regie: Bernadette Sonnenbichler, (Staatstheater Nürnberg)
- 2017: Fracked – Abgefrackt!  (als Joe Selby), Regie: Klaus Kusenberg, (Staatstheater Nürnberg)
- 2018: William Shakespeare: Wie es euch gefällt (als Oliver), Regie: Frank Behnke, (Staatstheater Nürnberg)
- 2019: Yasmina Reza: Der Gott des Gemetzels (als Michel), Regie: Folke Braband, (Schauspielbühnen Stuttgart)
- 2020: Goethe: Die Wahlverwandtschaften (als Eduard), Regie: Martin Schulze, (Schauspielbühnen Stuttgart)

## Filmproduktionen (Auszug)
Kurzfilme und Fernsehauftritte:
- 1994: Farinelli (Kinofilm)
- 1999: Der Hausrotschwanz (Kurzspielfilm)
- 1999: Tatort – Bienzle und der Mann im Dunkeln (Krimi)
- 2008: Das Protokoll (Kurzspielfilm)
- 2010: In 33 Minuten is Auftritt (Kurzspielfilm)
- 2011: I'm not a band – Black Horses (Musikvideo)[17]
- 2013: Der Alte (Fernsehserie, Folge 40x09)
- 2013: Mein Beileid (Kurzspielfilm)
- 2014: The Blackscreen – Conventional Dreams (Musikvideo)[18]
- 2014: Für Immer (Kurzspielfilm)
- 2014: Side Road (Kurzspielfilm)
- 2015: Hausgewandert (Kurzspielfilm)
- 2018: Weiße Kugel (Kurzspielfilm)
- 2020: Better Half (Kurzspielfilm)
- 2021: Perfect Day (Kurzspielfilm)[19][20][21]
- 2021: Bis es mich gibt (Tragikomödie)[22]
- 2022: Gute Zeiten, schlechte Zeiten (Fernsehserie)
- 2022: Servus Baby, 3. Staffel (Fernsehserie)
- 2023: Die Q ist ein Tier (Spielfilm)

## Synchronisationen (Auszug)
Nachfolgend ein Auszug der von Steeger vorgenommenen Synchronisationen:
- 1998: Tekken – die eiserne Faust (als Jin Kazama)
- 2000: Lilalu im Schepperland  (als Pimpernell – der Küchenwichtel)
- 2006: Aquarian Age 1 – 4 (als Shingo)
- 2008: Yesterday once more (als Yosuke)
- 2010: The open road (als Carlton)
- 2010: Titanic 2. Die Rückkehr (als Dwayne Stevens)
- 2010: Tales of Vesperia – The First (als Yuri Lowell)
- 2010: Dead Cert (als Chinnery)
- 2010: Neverlost (als Serino)
- 2010: Moby Dick (als Lt. Commander Starbuck)
- 2010: Spiderhole (als Toby)
- 2010: Bad Blood (als Calf)
- 2010: Die Matthew Shepard Story (als Pablo)
- 2010: Maniacts (als Simon Burke, Ben Rogers)
- 2010: Namibia – Der Kampf um die Freiheit (als Sam Hosea)
- 2010: The Land That Time Forgot (als Cle Stevens)
- 2011: Roadkill (als Joel)
- 2011: Tales of Vesperia (als Yuri Lowell)
- 2012: Civic Duty (als Lieutenant Randall Lloyd)
- 2012: Neon Flesh (als La Infantita)
- 2013: Rage of the Undead (als Hashimoto)
- 2018: Glimmies (als Fuchs, Eichhorn, Irilius, Siebenschläfer)
- 2018: Sweet Country (als Judge Taylor)
- 2019: Die Maske (als Exorzist, Chirurg)
- 2019: Canaries (als Huw)
- 2019: Falling Snow (als Dmitry)
- 2020: Close Calls (als Robbie)
- 2020: Game of Death (als Matthew)
- 2021: A Princess in Manhattan (als Charles)
- 2022: Falling in love at Chrismas (als Paul Dennis)

## Hörspiele (Auswahl)
- 1999: Jutta Richter: Der Hund mit dem gelben Herzen – Regie: Iiris Arnold
- 1999: Patrícia Melo: O Matador – Bearbeitung und Regie: Walter Adler
- 2000: Daniel Oliver Bachmann: Bergmann veredelt – Regie: Günter Maurer
- 2001 und 2003: Hugo von Hofmannsthal: Der fränkische Jedermann – Regie: Norbert Küber
- 2002: Friedhelm Kröll: Venezianischer Hase. Eine nächtliche Phantasie – Regie: Norbert Küber
- 2003: Der fränkische Jedermann – Regie: Norbert Küber
- 2009: Jan Decker: In den Bäuchen der Städte atmete ich auf – Regie: Alfred Behrens
- 2018: Der kleine Major Tom (als Bodenstation und Stellas Vater seit Folge 1)  – Regie: Petra Nacke
- 2020: Hui Buh Neue Welten – 31 Die vermaledeiten Marionetten – Regie: Simon Bertling
- 2020: Hedda Hex 2 – Regie: Simon Bertling
- 2020: Hyde Away – Regie: Simon Bertling
- 2020: Seaport Secrets (seit Folge 8 als Mr. Wilson) – Regie: Katja Behnke
- 2020: Fünf Freunde 138 – Am Ende der Welt – Regie: Heikedine Körting
- 2020: Martin Hofstetter: TKKG 217 – Tödliche Klarinette – Regie: Heikedine Körting
- 2021: Melitta und Stern – Regie: Stefanie Ramb
- 2021: Tony Ballard Folgen 41, 46, 48 – Regie: Thomas Birker
- 2021: Die letzten Helden Abenteuer 11, 12, 13, 15 – Regie: Dirk Jürgensen
- 2021: Detective Constable Watson 7, 9, 10 – Regie: Carsten Hermann
- 2021: Tenebris 2 – Regie: Carsten Hermann
- 2021: Sherlock Holmes 11, 12, 13, 16, 17 (Holysoft) – Regie: Dirk Jürgensen
- 2021: Neue Welten 4, 5, 6 – Regie: Carsten Hermann
- 2021: Der verlorene Sohn, Einzug aus Jerusalem (Holysoft) – Regie: Aikaterini Marie Schlösser
- 2021: Die Geschichte der getrennten Wege  – Regie: Martin Heindel
- 2022: Paul Temple und der Fall Westfield – von Francis Durbridge – Regie: Antonio Fernandes Lopes
- 2022: Wild West Glory Teil 1 – Queens of Spades / Spiel um dein Leben – Regie: Carsten Hermann
- 2022: Tony Ballard Folgen 51, 52, 53, 55 – Regie: Thomas Birker
- 2022: Dreamland Grusel Folgen 58, 61 – Regie: Thomas Birker

## Bibliographie
- Marco Steeger: Zwischen den Sekunden. (24 fps), Weinheim/Bergstraße, Dt. Theaterverlag[24]

## Auszeichnungen
Steeger wurde 2003 mit dem mittelfränkischen Theaterpreis der IHK als „Bester Darsteller des Jahres“ und von der AZ mit der Kritikerehrung als „Wandlungsfähigster Darsteller“ ausgezeichnet. 2006 wurde von der AZ als „Schauspieler der Jahres“ geehrt und erhielt den Sonderpreis für die Darstellung der Klone im Stück „Die Kopien“. 2007 erhielt Steeger den Bayerischen Kunstförderpreis des Bayerischen Staatsministerium. Bei den Bayerischen Theatertagen wurde er 2007 für das Stück „Verbrennungen“ und im Folgejahr als „Bester Darsteller“ ausgezeichnet.

## Belege
1. ↑  Vita Marco Steeger (aktuell). Abgerufen am 29. Juli 2023.
2. ↑  Rauschendes Fest zum Abschied am Staatstheater. Abgerufen am 5. März 2019.
3. 1 2  Marco Steeger. Schauspielbühnen in Stuttgart, abgerufen am 5. März 2019.
4. 1 2 3  Marco Steeger bei Crew United, abgerufen am 16. März 2021.
5. ↑  Die Stimme des Planetariums. In: Bildungscampus Nürnberg. Abgerufen am 5. März 2019.
6. 1 2  Religion ist überflüssig. Abgerufen am 5. März 2019.
7. 1 2  Joachim Rader: kofferNZ. In: gostner.de. Abgerufen am 5. März 2019.
8. ↑  Christian Hamberger: Steeger, Marco. Archiviert vom Original (nicht mehr online verfügbar) am 6. März 2019; abgerufen am 5. März 2019.
9. ↑  DGTL.ONE 2022: Pettersson und Findus | 2021/22 | Programm | Schauspielbühnen in Stuttgart. Abgerufen am 21. April 2022.
10. ↑  DGTL.ONE 2021: Pettersson und Findus | 2021/22 | Programm | Schauspielbühnen in Stuttgart. Abgerufen am 20. Dezember 2021.
11. ↑  Stadttheater Fürth – Mein ziemlich seltsamer Freund Walter. Abgerufen am 21. April 2022.
12. ↑  Theaterpremiere: Eine ungewöhnliche Zeitreise im Museum. 21. November 2022, abgerufen am 11. Dezember 2022.
13. ↑  Museen: Glühbirnenglanz und rauchende Schlote | Museum Industriekultur. Abgerufen am 11. Dezember 2022.
14. ↑  Frau Müller muss weg. In: TiG - Theater im Gärtnerviertel Bamberg. Abgerufen am 25. November 2023 (deutsch).
15. ↑  Stadttheater Fürth - Oh, wie schön ist Panama. Abgerufen am 25. November 2023.
16. ↑  Die Tür mit den sieben Schlössern. In: Dehnberger Hof Theater. Abgerufen am 28. Februar 2024 (deutsch).
17. ↑  I'm not a Band – Black Horses (Official Video) 2011. Abgerufen am 4. Mai 2022 (deutsch).
18. ↑  The Blackscreen – Conventional Dreams. Abgerufen am 4. Mai 2022 (deutsch).
19. ↑  Perfect Day, Kurzspielfilm, 2021 | Crew United. Abgerufen am 4. Mai 2022.
20. ↑  Perfect Day (2021) – Action Short Film by Marco Steeger. In: Think Shorts. 1. September 2020, abgerufen am 4. Mai 2022 (amerikanisches Englisch).
21. ↑  Perfect Day. In: Filmschau Baden-Württemberg. Abgerufen am 4. Mai 2022 (deutsch).
22. ↑  "Bis es mich gibt" | Regie: Sabine Koder | Spielfilm. In: Elfenholz Film. Abgerufen am 20. Dezember 2021 (deutsch).
23. ↑  Marco Steeger. In: Deutsche Synchronkartei. Abgerufen am 5. März 2019.
24. ↑  Autoren : Theater, Amateurtheater, Schultheater, professionelle Bühne. Abgerufen am 5. März 2019.

| Personendaten    | Personendaten                                      |
| ---------------- | -------------------------------------------------- |
| NAME             | Steeger, Marco                                     |
| KURZBESCHREIBUNG | deutscher Schauspieler, Regisseur, Autor und Coach |
| GEBURTSDATUM     | 1977                                               |
| GEBURTSORT       | Bayreuth                                           |